# Тихомир Костадинов
Тихомир Костадинов (на македонска литературна норма: Тихомир Костадинов) е футболист от Северна Македония, който играе като полузащитник за Ружомберок.

## Кариера

### Моравац
Костадинов прави своя професионален дебют в съседна Сърбия, с Моравац Мърщане в Сръбската първа лига (втора дивизия) през сезон 2014/15.

### ВиОн Злате Моравце
Костадинов дебютира в Цоргон лига за ВиОн при загубата с 1:2 срещу ФК Спартак (Миява) на 16 юли 2016 г.